# Стю Ънгар
Стюарт Ерол Ънгар (8 септември 1953 г. – 22 ноември 1998 г.) е американски професионален играч на покер, блекджек и джин реми, смятан от мнозина за най-великия играч на тексаски холдем и джин на всички времена.
Той е един от двама в историята на покера, които са печелили Главното събитие на Световните покер серии три пъти. Той е единственият човек, който печели три пъти Супер купата по покер на Амарило Слим, втората най-престижна покер титла в света по това време. Той е един от четиримата играчи в историята на покера, които печелят поредни титли в Главното събитие на Световните покер серии, заедно с Джони Мос, Дойл Брънсън и Джони Чан.

## Ранен живот
Ънгар е роден в еврейското семейство на Изидор (1907 – 1967) и Фей Ънгар (1916 – 1979). Той е отгледан в Долен Ийст Сайд на Манхатън. Баща му, Изидор („Идо“) Ънгар, е букмейкър и лихвар, който управлявал бар/социален клуб, наречен Ъгълът на лисиците (Foxes Corner). Място се разраства двойно като хазартно заведение, излагайки Стю на хазарт в ранна възраст. Въпреки опитите на Айдо да предпази сина си от хазарта, след като вижда ефекта му върху редовните си клиенти, Стю започва да играе незаконен джин реми и бързо си печели име. Ънгар е надарен в училище и прескача седми клас, но напусна училище в десети.
Идо умира от сърдечен удар на 25 юли 1967 г. След смъртта на баща си и с майка му, на практика неработоспособна вследствие на инсулт, Ънгар се лута из хазартната сцена на Ню Йорк до 18-годишна възраст, когато се сприятелява с известната фигура на организираната престъпност – Виктор Романо. Романо е смятан за един от най-добрите играчи на карти на своето време. Той имал способността да спелува правописа и дефиницията на всички думи в речника и очевидно споделял склонност и интерес към изчисляването на коефициентите, докато играел, както правел и Ънгар. Според много свидетели двамата стават много близки, като Романо служел като ментор и защитник на Стю.
Ънгар е скандално известен със своята арогантност и често критикуване на глас на играта на опонентите, които смятал за по-нисши от него, като това включвало почти всеки. Един от най-известните цитати на Ънгар обобщава неговата конкурентноспособност: „Никога не искам да ме наричат „добър губещ“. Покажете ми добър губещ и аз просто ще ви покажа един загубеняк." Връзката му с Романо обаче предпазва Ънгар от различни комарджии, които не приемали леко грубото му отношение и убийствения стил на игра. Твърди се, че един мъж се опитал да го удари в главата със стол в бар, след като Ънгар го побеждава. Ънгар твърди години по-късно, че мъжът е намерен застрелян няколко дни след инцидента, въпреки че това е оспорено от други, които са познавали Ънгар по това време.

### Джин реми и преминаване към покер
Ънгар печели местен турнир по джин на 10 години. Той напуска училище, за да играе джин реми през 60-те години на миналия век, за да издържа майка си и сестра си след смъртта на баща му, и започва редовно да печели турнири, които му носят 10 000 долара или повече. До 1976 г. той е считан за един от най-добрите играчи в Ню Йорк.
В крайна сметка се налага Ънгар да напусне Ню Йорк заради хазартни дългове на местните състезателни писти. По-късно той се мести в Маями, Флорида, за да намери по-голяма тръпка. През 1977 г. Ънгар напуска Маями и се мести в Лас Вегас, Невада, където се събира отново с Маделин Уилър, бивша приятелка, която ще стане негова съпруга през 1982 г.
Една от причините, заради която Ънгар в крайна сметка се обръща към покера е, че поради репутацията му почти никой не иска да играе джин с него. Ънгар разгромява всеки, който го предизвика на игра на джин, включително професионалист, считан за най-добрия играч на джин от поколението на Унгар – Хари „Йонки“ Стайн. Ънгар побеждава Стайн в 86 от 87 игри с високи залози на холивудски джин, след което Стайн изчезва от полезрението на джин кръговете и в крайна сметка спира да играе професионално. Както казва един наблюдател, който го познавал, Стайн „никога не беше същият след онази нощ“. След като побеждава Стайн и няколко други топ професионалисти на джин, Ънгар бил белязан. Никой не искал да играе джин срещу него. С надеждата да намери по-голяма тръпка, Ънгар започва да предлага на потенциалните опоненти преимущества за изравняване на силите. Известно е, че позволявал на опонента си (професионален или не) да вижда последната карта в тестето, да предлага обезпечения на победените опоненти и винаги играел всяка ръка в позицията на дилъра, което го поставяло в силно неизгодно положение.
По времето, когато Ънгар за първи път посещава Лас Вегас през 1977 г., джинът все още е популярен в турнирен формат, подобно на хедс-ъп покер турнирите. Ънгар печели или завършва на висока в толкова много джин турнири, че няколко казина не го допускат до масите си, защото много играчи отказвали да участват, ако Ънгар играел. По-късно Ънгар споделя в биографията си, че обичал да вижда как противникът му бавно се разпада по време на игра, осъзнавайки, че не може да спечели и в крайна сметка изпадащ в отчаяние, което се изписвало на лицето му.
Малко след като пристига в Лас Вегас, Ънгар побеждава професионалния комарджия Били Бакстър печелейки 40 000 долара. Бакстър отбелязва, че когато Ънгар за първи път влиза в стаята, Бакстър не вярва, че е негов опонент заради младежкия вид и малкия ръст на Ънгар. Бакстър също казва, че по време на мача им е трябвало да се постави каса с кока-кола на стола на Унгар, за да може той да стигне до масата.
Въпреки че в днешно време е по-известен със своите покер постижения, Ънгар се смята за по-добър играч на джин реми, заявявайки веднъж:
| „ | Предполагам, че някой ден би било възможно някой да стане по-добър играч от мен на холдем без лимит. Съмнявам се, но е възможно. Въпреки това се кълна, че не мога да си представя някой да може да играе джин по-добре от мен. | “ |

## Титли от 1980 г. и 1981 г. от Главното събитие на Световните покер серии
През 1980 г. Ънгар участва в Световните покер серии (СПС), търсейки повече динамика с високи залози. В интервю за финалната маса на главното събитие през 1997 г., Ънгар казва на коментатора на ESPN TV Гейб Каплан, че СПС от 1980 г. са първият му изобщо турнир по тексас холдем. (Първият турнир на Ънгар обаче е Главното събитие на Световната купа по покер през 1980 г., което самият Каплан спечели. Стю завършва 34-ти от 41 играчи.) Покер легендата Дойл Брънсън отбелязва, че за първи път виждал играч да се подобрява в хода на турнира.
Ънгар печели главното събитие, побеждавайки Брънсън и ставайки най-младият шампион в своята история (надминат първо от Фил Хелмут през 1989 г., след това и от други). Ънгар изглеждал доста по-млад и е наречен „хлапето“.
Ънга ще защити титлата си успешно на СПС то 1981 г., като побеждава Пери Грийн. Ънгар замалко да бъде допуснат да защити титлата си. Няколко дни преди главното събитие му е забранено да влиза в Подковата на Биниън (Binion's Horseshoe) от самия Бени Биниън, защото се изплюва в лицето на дилър, след като губи значителен пот в игра с високи залози. Едва когато синът на Биниън, Джак, се намесва и убеждава баща си да остави Ънгар да играе, позовавайки се на медийното внимание, което защитаващият титлата си шампион ще привлече.

### Други гривни от СПС
Като действащ световен шампион, Ънгар печели втората си гривна през 1981 г. в събитието Две до седем дроу (Deuce to Seven Draw) за $10 000, побеждавайки световния шампион от 1978 г. Боби Болдуин в хедс-ъп игра. За тази победа Ънгар получава $95 000.
В СПС през 1983 г. Ънгар печели четвъртата си гривна. Той побеждава професионалния покер играч и носителя на няколко гривни от СПС Дюи Томко в $5,000 Севън кард стъд събитие, като си тръгва с $110,000.

## Блекджек
Гениалният коефициентът на интелигентност на Ънгар и идентична памет допринасят за способността му да брои карти на блекджек, която била толкова прецизна, че често му било забранявано да играе в казина; в крайна сметка той не е допускат да играе блекджек в Лас Вегас или някъде другаде.
През 1977 г. собственикът и дизайнер на казина Боб Ступак се обзалага с Ънгар за $100,000, че той няма да успее да преброи подкова от 6 тестета и да познае коя е последната карта. Унгар печели залога.
Ънгар е глобен през 1982 г. от Комисията по игрите на Ню Джърси за предполагаема измама, докато играе блекджек в казино в Атлантик Сити. Казиното твърди, че Ънгар е „набъбнал“ залог (влагайки допълнителни чипове в печеливша ръка, след като тя била приключила, за да бъде изплатена по-голяма сума), нещо, което той категорично отрича. Глобата за това нарушение е $500; плащането ѝ обаче би принудило Ънгар да признае измамата. Ънгар вярва, че паметта и способността му да брои карти са естествени умения и по този начин той не е трябвало да набъбва залозите или да участва в каквато и да е форма на измама с блекджек. Ънгар се бори в съда и печели, избягвайки глобата от 500 долара. Съдебната битка обаче му струва около 50 000 долара съдебни и пътни разходи. В биографията си Ънгар твърди, че следователно е бил толкова изтощен от пътувания и съдебни процедури, че не е успял успешно да защити титлата си на Главното събитие на СПС.
През 1997 г., почти разореният Ънгар убеждава ръководството на Лейди Лък Хотел &amp; Казино да му позволи да играе блекджек с едно тесте. Тъй като Ънгар бил известен брояч на карти, мениджърите на казиното се съгласяват при условие, че неговите залагания имат висок и нисък лимит (ограничено разпространение), което според тях ще направи безполезна способността на Ънгар да брои карти. Въпреки това, в играта на блекджек с едно тесте, стратегията за игра (т.е. как да играете ръка и да се отклоните от основната стратегия) носи повече ползи за играча, отколкото стратегията за залагане (т.е. колко да заложите в предстоящия рунд). Ънгар продължава да играе блекджек в Лейди Лък в продължение на шест месеца. Той увеличи своята сметката си до $300,000, но в крайна сметка ги губи.

## Наркозависимост и развод
Майката на Ънгар умира през 1979 г. По същото време Унгар започва да употребява кокаин. Той отбеляза в своята автобиография, че в началото го е използвал по съвет на колеги покер играчи поради способността на лекарството да поддържа някого бодър и енергичен за дълъг период от време, нещо, което би било полезно по време на маратонни покер сесии. Въпреки това, използването за развлечение скоро води до пристрастяване.
Ънгар и Маделин се женят през 1982 г. и имат дъщеря, Стефани, родена същата година. Ънгар също осиновява законно сина на Маделин от първия ѝ брак, Ричи, който обожавал Ънгар и взема неговото фамилно име.
Ънгар и Маделин се развеждат през 1986 г. Ричи се самоубива през 1989 г., малко след абитуриентския си бал.
Проблемът с наркотиците на Ънгар ескалират до такава степен, че по време на Главното събитие на СПС през 1990 г., Ънгар е намерен на третия ден от турнира в безсъзнание на пода на хотелската си стая предозирал с наркотици. Въпреки това той имал такава преднина по чипове, че дори когато дилърите продължаваха да изваждат блайндовете му при всяко завъртане, Ънгар все пак стига до финалната маса и завършва девети, изкарвайки $25,050.
Пристрастяването му има такива тежки физически последствия, че в интервю на ESPN много от приятелите и колегите на Ънгар споделят, че смятали, че той няма да доживее до четиридесетия си рожден ден. В същото интервю един приятел казва, че единственото нещо, което го поддържало жив, е решимостта му да види дъщеря си как расте.
Повечето от печалбите на Ънгар от покер масата бързо се изпаряват, залагайки ги на спорт или коне, винаги търсейки „тръпка“.
Много от приятелите на Ънгар, включително Майк Секстън, започват да го насърчават да започне в рехабилитация за наркотици и предлагат да платят вместо Ънгар, за да получи лечение във всяко заведение по света. Ънгар отказва, позовавайки се на няколко познати хора, които са били на рехабилитация преди това, които му казали, че наркотиците са по-лесни за получаване в рехабилитацията, отколкото на улицата.

## Късен живот

### „Завръщащото се хлапе“
През 1997 г. Ънгар е дълбоко затънал в дългове и ясно показва физическите вреди от годините на пристрастяване. Въпреки това, приятелят му и покер играч Били Бакстър му плаща входа от $10,000 за Главното събитие на СПС моменти преди началото на турнира и Стю е последният човек, добавен към списъка, само секунди преди края на регистрацията.
Ънгар бил изтощен в първия ден на турнира, тъй като бил буден повече от 24 часа, опитвайки се да събере или заеме достатъчно пари, за да играе в събитието. В един момент по средата на първия игрален ден, Ънгар започва да заспива на масата си и казва на Майк Секстън (който също играел), че не мисли, че ще успее. След насърчение от Секстън и смъмряне от Бакстър, Ънгар се съвзема и издържа през първия ден.
По време на турнира Ънгар държи снимка на дъщеря си Стефани в портфейла си и редовно ѝ се обажда с информация за напредъка си. След нестабилен първи ден, Ънгар се появява добре отпочинал и психически стабилен на следващите дни. Той продължава да трупа голяма преднина по чипове и пренася лидерството си и на финалната маса. Ънгар бил толкова високо ценен в този момент, че местните букмейкъри го правят фаворит за спечелване на турнира в навсякъде, което е изключителна рядкост.
Ънгар печели Главното събитие, присъединявайки се към Джони Мос като единственият трикратен победител. След победата му, която е записана за излъчване от ESPN, Ънгар е интервюиран от Гейб Каплан и показва снимката на дъщеря си пред камерата, посвещавайки ѝ победата. Той и Бакстър си разделят поравно първата награда от $1 000 000. Медиите в Лас Вегас наричат Ънгар „Завръщащото се хлапе“ заради интервала (шестнадесет години) между победите в главните му събития, както и предишната му злоупотреба с наркотици.
По време на СП през 1997 г. Ънгар носи чифт кръгли слънчеви очила с кобалтово синьо, за да, според съ-биографа Питър Алсън, „скрие факта, че ноздрите му са се свили от злоупотребата с кокаин“.

### Последни години
През следващите няколко месеца Ънгар харчи всичките си наградни пари от СПС от 1997 г., главно за наркотици и спортни залагания. Той се опитва да се откаже от наркотиците няколко пъти по нареждане на Стефани, но остава чист само седмици наред, преди върне към тях.
С наближаването на СПС през 1998 г. Бакстър отново предлага да плати таксата му за участие в главното събитие. Въпреки това, десет минути преди началото на играта, Ънгар казва на Baxter, че е уморен и не му се играе. По-късно Ънгар казва, че истинската причина, поради която е избрал да не участва в събитието, се дължи на злоупотребата с наркотици през седмиците преди турнира. Той отбеляза, че чувства, че да се появи в сегашното си състояние би било по-срамно, отколкото да не се появи изобщо.
В месеците след СПС от 1998, Ънгар изчезва от погледа на обществеността. Той живее в различни хотели в Лас Вегас, като рядко напуска стаята си. Ънгар също бил забелязан да се разхожда из различни покер зали в Лас Вегас и просейки пари. Той често казвал, че парите били за да го върнат на покер масите, но вместо това ги използвал за закупуване на крек, който използвал вместо кокаин, тъй като носните му мембрани били толкова повредени, че вече не можеше да смърка наркотика, докато крека можел да се пуши през лула. Не след дълго много професионалисти, бивши приятели на Ънгар, отказаха да му плащат входове или да му дават пари, докато не се изчисти. Ънгар също бил арестуван за притежание на крек по това време.
През октомври 1998 г. Боб Ступак се договоря да плати входа на Ънгар в няколко турнира за определен период от време.

### Смърт
На 20 ноември 1998 г. Ънгар се настанява в стая № 6 в мотел Оазис, ниско-бюджетен мотел, разположен в края на ивицата Ласт Вегас. Ънгар плаща само $48 на вечер за две нощувки. На 22 ноември той е намерен в стаята мъртъв, лежащ на пода, напълно облечен и с изключен телевизор. Дойл Брънсън бил цитиран: „Всички се чувстваха ужасно, но това не беше изненада."
Сред притежанията му са $800 от $25,000 аванс от Боб Ступак, с когото по-рано през месеца Ънгар подписва договор за изплащане на дългове и финансиране на турнирната си игра в замяна на бъдещи печалби. В стаята не са открити наркотици. Не е известно къде са отишли остатъка от парите.
Аутопсията показа следи от наркотици в тялото на Ънгар, но в недостатъчно количество, за да са причинили пряко смъртта му. Съдебният лекар заключава, че смъртта му е резултат от сърдечно заболяване, причинено от години злоупотреба с наркотици.
Въпреки че печели приблизително $30 милиона по време на покер кариерата си, Ънгар умира без никакви активи на името си. Ступак събира средства на погребението на Ънгар, за да го плати.
Ънгар е погребан в мемориалния парк Палм Вали Вю в Източен Лас Вегас.

## Стил на игра
Ънгар е известен със своя ултраагресивен стил на игра и навременни блъфове. Майк Секстън казва, че чиповете на Ънгар са били постоянно в движение, а през СПС от 1997 г. колега професионален покер играч го описва като човек с ясновидска способност да вижда скритите карти на опонентите си.
Няколко от финансовите поддръжници на Ънгар коментираха, че той би могъл да спечели неизмеримо повече през кариерата си, ако беше по-скоро „измамник“, давайки на опонентите си фалшивата вяра, че могат да го победят и по този начин да са готови да рискуват повече пари, опитвайки се. Въпреки това Унгар искал да победи опонентите си възможно най-красноречиво и често обиждал онези, чиито умения смятал за по-нисши от неговите. В биографията си Ънгар отбелязва и няколко опонента, които му предложили да му платят, за да загуби мач на джин нарочно, събирайки по-голям страничен залог. Противникът щеше да накара някой друг да направи залога и при спечелването той щял да раздели голямата печалба с Ънгар. Въпреки това Ънгар посочва, че гордостта от собствените си умения не му позволила да направи това; привидно той не можел да понесе идеята някой да го победи, дори и нечестно.
По време на СПС през 1992 г., Ънгар се изправя срещу световния шампион от 1990 г. Мансур Матлуби в серия от $50,000 вход без лимит холдем хедс-ъп фрийзаут събития. В последната ръка на играта, Матлоуби се опитва да блъфира Ънгар като влиза ол-ин за $32,000 на ривър с борд 3-3-7-KQ. Ънгар, който държал 10 – 9, помислил за няколко секунди и казва на Матлоуби: „Имаш 4 – 5 или 5 – 6, така че ще ти платя с това“ и обърнал своята висока десятка, печелейки пота и елиминирайки Матлоуби, който наистина имал 4 – 5 от различна боя.

## Личност
Израстването с улични хитреци като Романо често поставя Ънгар в някои интересни ситуации по-късно в зрелия му живот. Веднъж Ънгар бил на летище, опитвайки се да излети от Съединените щати за Европа за покер турнир с няколко колеги професионалисти. Всички приятели на Ънгар имали паспорти, но той не. Ънгар дори нямал социалноосигурителен номер до победата си в СПС през 1980 г. и това станало само защото бил принуден да си извади такъв, за да получи печалбите си.
След като казва на митническия агент на летището, че паспортът му е необходим незабавно, за да напусне страната, агентът отговаря, че срещу малка такса те могат да прокарат необходимите формуляри по-бързо за него. Ънгар погрешно изтълкува това, като означава, че агентът е искал подкуп, нещо, с което е бил свикнал в Ню Йорк, когато е с Романо. Ънгар нямал проблем с това и подхвърля на агента банкнота от 100 долара. Въпреки това агентът всъщност имал предвид малка „експресна такса“, която била норма за всички кандидати за паспорт. Агентът щял да извика полицията и да арестува Ънгар за опит да подкупи държавен служител, преди неговите колеги покер играчи да се намесят и да изгладят нещата.
В един момент Ънгар бил финансиран от представителя на мафията на Лас Вегас Антъни „Мравката“ Спилотро и се появил в къщата на Спилотро, след като го нямало два дни (трябваше да ходи, за да докладва взетите и спечелени пари всеки ден) с пистолет в колана му. През процеп на вратата, синът на Спилотро Винсент става свидетел как баща му брутално пребива Ънгар, не заради загубата на пари или липсата му, а заради неуважението да внесе пистолет в дома му. Отношенията на Ънгар със Спилотро, добре определя Лас Вегас от 80-те години.
Въпреки че притежавал няколко скъпи коли, Ънгар рядко шофирал. Той предпочитал да взема такси практически навсякъде, където отиде, дори от дома си в Лас Вегас до казината, което било кратко пътуване. Известно е, че Унгар давал големи бакшиши на таксиджии и служители в казиното, независимо дали печелил. Майк Секстън веднъж отбелязва, че „Стюи похарчи това, което повечето хора правят за една година, за таксита“.
Фактът, че той рядко шофира, вероятно датира от времето, когато Ънгар купува чисто нов спортен автомобил Мерцедес и го кара, докато не му свършва маслото и не се поврежда. Ънгар го връща в автокъщата и механик му каза, че няма масло и следователно няма да се движи. Ънгар отговорил: „Защо, по дяволите, не ми каза, че трябва да наливам масло в колата?“
Приятелите на Ънгар често казвали, че той „ядял като диво животно“. Ънгар гледал на яденето като на нещо, с което трябва да прийкючи, за да може да се върне към хазартните игри. Той често се обаждал предварително в ресторанти и поръчвал за себе си и за всички в групата си, за да можело всичко да бъде готово, когато пристигали там. Секстън отбеляза, че тъй като Ънгар плащал за всички, независимо колко скъпа била храната, било невъзможно да се спори с него. Ънгар се втурвал към ресторанта, омитал храната възможно най-бързо, хвърлял пари за цялото ястие плюс щедър бакшиш и бил готов да си тръгне, дори ако останалата част от партито му едва била започнала с пиенето или предястията.
Същите приятели също отбелязват, че когато имал пари Ънгар бил един от най-щедрите хора, които някога са срещали. Известно е, че винаги бил готов да помогне на приятел. Някога Ънгар бил в серия от горещи победи и изпраща на дългогодишния си приятел от спортни залагания Майкъл „Бейзбол Майк“ Салем достатъчно пари, за да плати няколко месеца от ипотеката си. Салем не поискал парите, а само бил споменал на Унгар, че е в разгара на гадна серия от загуби. Собственият адвокат на Ънгар си спомни момент, когато последния го попита как е. Той отговаря, че е добре, но се бори малко финансово. Ънгар веднага вади 10 000 долара в брой от джоба си и му ги дава, като казва: „Вземи ги. Твое е. Върни ми ги, когато можеш. И ако не ми върнеш, това не е проблем." Веднъж Ънгар се разхождал из Лас Вегас с Дойл Брънсън. Един мъж го спрял и поискал пари. Унгар извадил банкнота от 100 долара и я дал на мъжа. Брънсън попитал Унгар кой е човекът, на което Стю отговорил: „Ако знаех името му, щях да му дам 200 долара“.
Секстън и Ънгар стават приятели, когато Секстън е в серия от загуби и бил почти разорен. Ънгар играел в игра със седем карти с висок лимит и трябвало да използва тоалетната. Ънгар казал на Секстън да „му избере ръка“ (да играе следващата ръка) вместо него, докато той отиде. Това обикновено не е позволено в залите за карти днес, но за топ професионалисти като Ънгар тогава правилата били много по-слаби. Въпреки че Секстън прави стрейт с първите пет карти, които му били раздадени, той играел предпазливо в началото, без да иска да бъде прекалено агресивен с парите на друг мъж. Ънгар се върнал от тоалетната в средата на ръката, в който момент бил (за изненада на Секстън) развълнуван, че парите му са замесени в такъв гигантски пот. Отношението на Ънгар успокоява Секстън, който започва да играе агресивно и в крайна сметка печели голяма сума. Ънгар видял друга игра на Стъд в стаята и дава на Секстън $1,500, за да играе в нея. Секстън го прави и печели допълнителни $4,000, от които даде половината на Ънгар, започвайки да възстановява своята банка.
Ънгар също веднъж печели голяма сума пари (над 1,5 милиона долара) в серия от конни надбягвания. Същата вечер той извежда всичките си близки приятели на стриптийз клуб и плаща за цялата вечер, която включвала много момичета, шампанско Кристал и ВИП кабинка. Секстън изчислява, че нощта струва на Унгар 8800 долара и той нито веднъж не е поискал или очаквал някой от групата му да плати дори цент от нея.
Личната хигиена била слабо място на Ънгар. Той рядко миел косата си, вместо това избирал да плати на професионален стилист в казиното Дюните, който да я мие вместо него два пъти седмично и да го подстриже, когато е необходимо.
Ънгар никога не е имал банкова сметка на свое име, предпочитайки да държи парите си в сейфове в хотели в Лас Вегас. Той отхвърлял идеята за банкова или разплащателна сметка. „Искаш да кажеш, че не мога да отида там в полунощ и да си извадя парите?“, попита той (това е преди появата на банкоматите). „Това е смешно.“ Маделин отбелязва, че Ънгар няма представа как работи банковата сметка, тъй като той плаща за всичко в брой. Според нея Ънгар вярвал, че ако имаш банкова сметка и напишеш чек, чекът ще бъде приет; без да разбира, че трябва да вземе пари в брой в банката и да ги депозира, за да имате налични средства, за написания чек.

## Наследство
Ънгар е считан от много покер анализатори и вътрешни хора за един от най-големите покер таланти, които някога са играли играта. Но по темата за живота му, дългогодишният приятел на Стю, Майк Секстън, казва: „В играта на живота Стю Ънгар беше губещ“.
По време на покер кариерата си, Ънгар печели пет СПС гривни и над $3,600,000 в турнирни възнаграждения с над $2,000,000, идващи от пари в СПС. Той се класира на първо място в общо 10 големи безлимитни тексас холдем събития (събития, в които входовете са $5,000 или повече) от общо 30 големи турнира, в които е участвал в живота си, – рекорд, който остава ненадминат в процентно изражение.
Ънгар също така печели Главното събитие на вече несъществуващата Супер купа по Покер на Амарило Слим през 1984, 1988 и 1989 г., когато е смятана от покер света за втората най-престижна покер титла. Както самият Амарило Слим казва, „Стю трябва да е спечелил милион долара в моите турнири“.
Филм, слабо базиран на живота на Ънгар, Хай Ролър: Историята на Стю Ънгър (с алтернативно заглавие Стюи), е заснет през 2003 г. Ънгар е изигран от Майкъл Империоли.
Стю Ънгар е влиза посмъртно в Залата на славата на покера през 2001 г.
Неговата биография, Единствена по рода си: Възходът и падението на Стюи 'Хлапето' Ънгър, най-великият играч на покер в света от Нолан Дала и Питър Алсън е публикувана през 2005 г. Отличеният с Еми документален филм на ESPN „ Един по рода си: Възходът и падението на Стю Ънгар“ е излъчен през 2006 г. Той съдържа интервюта със съпругата и дъщеря му и няколко други хора, които го познавали. Той също така включва откъси от касети, които записва през последната година от живота си за автобиография, която никога не се появява.

## Гривни от Световните серии по покер
| Година | Турнир                                          | Награда (US$)    |
| ------ | ----------------------------------------------- | ---------------- |
| 1980 г | $10,000 Световно първенство по холдем без лимит | 365 000 долара   |
| 1981 г | $10,000 Две до седем дроу                       | 95 000 долара    |
| 1981 г | $10,000 Световно първенство по холдем без лимит | 375 000 долара   |
| 1983 г | $5,000 Севън кард стъд                          | 110 000 долара   |
| 1997 г | $10,000 Световно първенство по холдем без лимит | 1 000 000 долара |